# 天主教赫罗纳教区
天主教赫羅納教區（拉丁語：Dioecesis Gerundensis）是羅馬天主教在西班牙的一個教區，位於赫羅納省。屬塔拉戈納總教區。始於397至400年。
2007年，在當地740,214人口中，有教友630,000人，佔轄區總人口85.1%、403個堂區、265名司鐸、89名修士、642名修女。現任主教為方濟·巴爾多·阿蒂加斯。